# 두브라브카 페미슬로브나
두브라브카 페미슬로브나, 또는 폴란드어로 도브라바 다브로브카(Doubravka Přemyslovna, Dobrawa, Dąbrówka; ca. 940/45 – 977)는 프르셰미슬 왕조의 보헤미아 공주이자, 폴란드 공작부인이었다. 두브라브카는 볼레슬라프 1세와 비아고타 사이에서 태어난 딸이었다. 그녀는 또한 폴란드 최초의 왕인 볼레스와프 1세 흐로브리의 어머니이기도 하다.
초기 기록에 따르면, 두브라브카는 결혼한지 1년 뒤인 966년 미에슈코 1세에게 기독교로 교화할 것을 요구했다고 한다. 그러나 현대 사학자들은 미에슈코가 개종한 이유가 두브라브카와의 결혼 이전 폴란드-보헤미아 합의에서 논의된 것이라고 믿고 있다. 

## 어린 시절
두브라브카의 생일은 정확히 알려지지 않았다. 오직 보헤미아 공주가 미에슈코 1세와 결혼한 것을 언급한 코스마스 프라치스키가 그녀를 "나이 든 여인"으로 묘사한 것이 전부다. 그 구절은 가식적이고 신빙성이 떨어진다고 여겨지며, 일부 연구자들은 그 진술이 악의적인 의도로 만들어졌다고 믿는다. 두브라브카의 나이에 대한 진술에서 코스마스는 그녀와 그녀의 여동생 믈라다의 나이 차이를 언급했을 가능성이 있다. 그것은 그에게 두브라브카를 "오래된" 것으로 판단할 수 있는 근거를 제공할 것이다. 예르지 스트르델츠키와 같은 일부 사락자들은 "당대의 결혼 관습과 현대의 개념에" 따라 추측적인 관점으로, 두브라브카는 이미 어린 나이를 지났기에, 10대 말이거나 20대일 것으로 추정했다
두브라브카의 어린 시절과 청소년기에 대한 기록도 거의 없다. 1895년 오스발드 발처는 미에슈코 1세와의 결혼 이전에 두브라브카는 군터 폰 메르세부르크와 결혼하여 군첼린 폰 메이센이라는 아들을 두었다고 기록했다. 이것은 디스마르가 그의 기록에서 '군첼린, 군터의 아들, 두브라브카의 아들 볼레스와프 1세의 "형제"'라는 것에 기초하고 있다. 현재, 역사학자들은 군첼린과 볼레스와프 1세가 사촌, 또는 처남 관계인 것으로 믿고 있다.